# Chisocheton medusae
Chisocheton medusae är en tvåhjärtbladig växtart som beskrevs av Airy-shaw. Chisocheton medusae ingår i släktet Chisocheton och familjen Meliaceae. Inga underarter finns listade i Catalogue of Life.